# Yuichi Hirano
Yuichi Hirano (平野 佑一 Hirano Yuichi?), född 11 mars 1996 i Tokyo prefektur, är en japansk fotbollsspelare.
Hirano började sin karriär 2018 i Mito HollyHock.